# 木村孝平
木村 孝平（きむら こうへい、1921年8月10日 - 戦死）は、大阪府出身のプロ野球選手（二塁手、三塁手、遊撃手）。

## 来歴・人物
浪華商（現：大阪体育大学附属中学校・浪商高等学校）卒業後、1941年10月23日、黒鷲に入団。翌1942年に二塁手のレギュラーを獲得し、俊足と巧打を武器に活躍した。戦時中の粗悪な野球用具や環境の中「投高打低」の状況下で、1942年には打率.236（打撃ランキングトップ10入り〔7位〕）、翌1943年（ちなみに、この年全試合出場）に打率.228（打撃ランキング11位）とチームトップの成績を残し、不振にあえぐチームを助けた。盗塁も1942年、1943年とも11盗塁。犠打も1942年に17犠打、翌43年に11犠打と小技を活かした攻撃も得意だった。打順は最初は9番だったが、後にリードオフマンを任されている。反面、守備はやや苦手で1943年には41失策とリーグワーストだった。
1943年シーズン終了後応召され、現役引退。その後戦死した（没年月日、死没場所は不明）。享年22〜24。
プロ野球選手として実績を残しているにもかかわらず、鎮魂の碑（東京ドーム敷地内にある）に銘記されていなかったため、野球殿堂博物館内にある戦没野球人モニュメントに彼の名が刻まれていたが、2015年、戦没が確認された他の4選手とともに新たに鎮魂の碑に名前が加えられた。

## 詳細情報

### 年度別打撃成績
| 年 度     | 球 団     | 試 合 | 打 席 | 打 数 | 得 点 | 安 打 | 二 塁 打 | 三 塁 打 | 本 塁 打 | 塁 打 | 打 点 | 盗 塁 | 盗 塁 死 | 犠 打 | 犠 飛 | 四 球 | 敬 遠 | 死 球 | 三 振 | 併 殺 打 | 打 率 | 出 塁 率 | 長 打 率 | O P S |
| --------- | --------- | ----- | ----- | ----- | ----- | ----- | -------- | -------- | -------- | ----- | ----- | ----- | -------- | ----- | ----- | ----- | ----- | ----- | ----- | -------- | ----- | -------- | -------- | ----- |
| 1941      | 黒鷲 大和 | 4     | 3     | 3     | 0     | 1     | 0        | 0        | 0        | 1     | 0     | 0     | --       | 0     | --    | 0     | --    | 0     | 0     | --       | .333  | .333     | .333     | .666  |
| 1942      | 黒鷲 大和 | 100   | 384   | 351   | 24    | 83    | 5        | 1        | 0        | 90    | 12    | 11    | 7        | 17    | --    | 15    | --    | 1     | 23    | --       | .236  | .270     | .256     | .526  |
| 1943      | 黒鷲 大和 | 84    | 390   | 333   | 40    | 76    | 12       | 2        | 1        | 95    | 16    | 11    | 4        | 11    | --    | 45    | --    | 0     | 34    | --       | .228  | .320     | .285     | .605  |
| 通算：3年 | 通算：3年 | 188   | 777   | 687   | 64    | 160   | 17       | 3        | 1        | 186   | 28    | 22    | 11       | 28    | --    | 60    | --    | 1     | 57    | --       | .233  | .295     | .271     | .566  |

- 各年度の太字は、リーグ最高。
- 黒鷲（黒鷲軍）は、1942年に大和（大和軍）に球団名を変更。

### 背番号
- 8（1941年 - 1943年）[6]